# Jan Pawlak (prawnik)
Jan Pawlak (ur. 17 września 1911 w Kaliszu, zm. 2 stycznia 1989) – polski prawnik i działacz polityczny ruchu ludowego, sędzia, prezes Sądu Najwyższego w latach 1967–1981.

## Życiorys
Pochodził z rodziny chłopskiej, syn Jana i Heleny. W 1930 ukończył Gimnazjum im. A. Asnyka w Kaliszu. W latach 1931–1939 pracował w administracji Sądu Grodzkiego w Sieradzu. W 1936 rozpoczął studia na Wydziale Prawa Uniwersytetu Warszawskiego.
Podczas okupacji niemieckiej pracował w Warszawie, początkowo jako robotnik w firmie „Wspólna Praca” (1940), a później jako pracownik umysłowy w prywatnym przedsiębiorstwie „Emilia Kobyłko” (1940–1944). W 1944 uzyskał tytuł magistra prawa na tajnym Uniwersytecie Warszawskim. Uczestniczył w powstaniu warszawskim, żołnierz VI zgrupowania. W latach 1944–1945 był robotnikiem w Introligatorni „P. Wylężałek” w Częstochowie. 
Po wojnie pracował jako kierownik Sekretariatu Sądu Grodzkiego w Sieradzu, w latach 1945–1949 był aplikantem sądowym, asesorem i sędzią. W latach 1949–1950 był sędzią Sądu Okręgowego w Sieradzu, w latach 1951–1953 pełnił funkcję prezesa Sądu Powiatowego w tym mieście. W 1953 został sędzią Sądu Najwyższego. Od 1959 na stanowisku podsekretarza stanu w Ministerstwie Sprawiedliwości. Po uchwaleniu w 1962 nowej ustawy o Sądzie Najwyższym, ze względu na sprawowaną funkcję w ministerstwie, przestał być sędzią. W 1967 został jednak prezesem Izby Cywilnej Sądu Najwyższego, którym był do 1981. W latach 1982–1989 był członkiem Trybunału Stanu (I i II kadencja). 
Był również członkiem Głównej Komisji Badania Zbrodni Hitlerowskich, członkiem Towarzystwa Przyjaźni Polsko-Radzieckiej, od 1946 członkiem Zrzeszenia Prawników Polskich, od 1945 w Związku Zawodowym Pracowników Państwowych i Społecznych. 
Od 1946 członek prokomunistycznego Stronnictwa Ludowego, z którym w 1949 przystąpił do Zjednoczonego Stronnictwa Ludowego. W latach 1949–1953 był radnym Powiatowej Rady Narodowej w Sieradzu. W 1964 został zastępcą członka Naczelnego Komitetu ZSL (najwyższy organ tej partii). W latach 70. i 80. wchodził w skład Głównego Sądu Partyjnego ZSL.
Pochowany na cmentarzu Wojskowym na Powązkach (kwatera II B 30-4-2).

## Ordery i odznaczenia
- Order Sztandaru Pracy II klasy[1]
- Złoty Krzyż Zasługi (14 lipca 1954)[8]
- Warszawski Krzyż Powstańczy[9]
- Medal 10-lecia Polski Ludowej (28 kwietnia 1955)[10]
- Złota odznaka Związku Zawodowego Pracowników Prokuratur i Sądów (1967)[11]